# Mohammad Reza Geraei
Mohammad Reza Geraei (født 25. juli 1996) er en iransk bryder, der konkurrerer i græsk-romersk stil.
Han repræsenterede Iran ved sommer-OL 2020 i Tokyo, hvor han tog guld i 67 kg.